# Rhynchotechum calycinum
Rhynchotechum calycinum är en tvåhjärtbladig växtart som beskrevs av Charles Baron Clarke. Rhynchotechum calycinum ingår i släktet Rhynchotechum och familjen Gesneriaceae. Inga underarter finns listade i Catalogue of Life.